# فيكتوريا تشانغ
فيكتوريا تشانغ (بالإنجليزية: Victoria Chang)‏ هي كاتِبة وشاعرة أمريكية، ولدت في 1970.